# Economía de Liberia

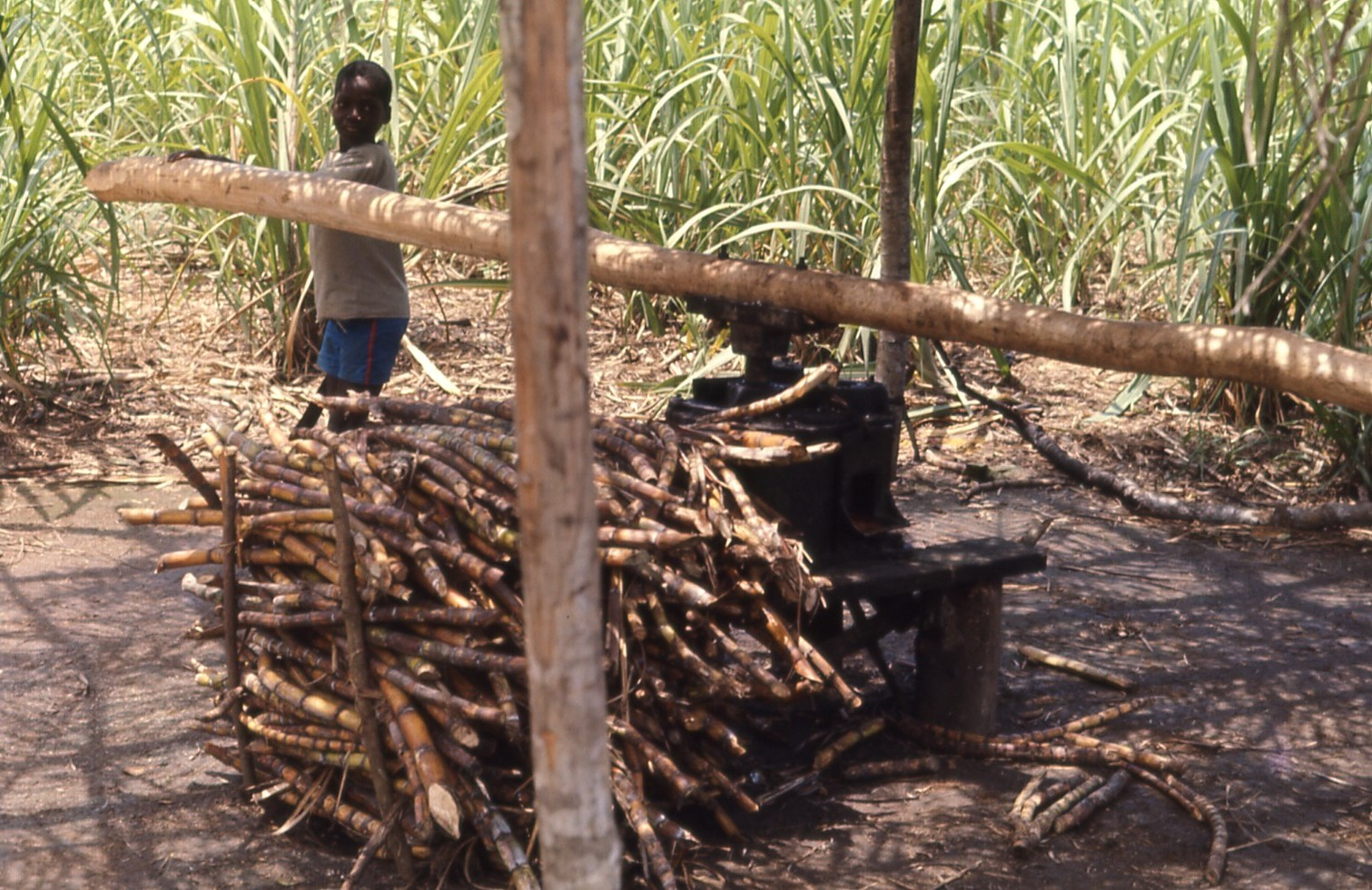
Niño cañero en 1968

La economía de Liberia es extremadamente subdesarrollada, principalmente debido a la Primera guerra civil liberiana entre 1989 y 1996, la cual destruyó la mayor parte del sistema económico de Liberia, especialmente las infraestructuras en Monrovia y sus alrededores. Actualmente es uno de los países más pobres y subdesarrollados del mundo.

## Historia económica
Tras la primera guerra civil liberiana, muchas personas dueñas de negocios emigraron del país llevándose con ellas capital y conocimiento.  El gobierno de Charles Taylor,  elegido en agosto de 1997, heredó enormes deudas internacionales, no logrando revertir la destrucción económica sufrida durante la guerra. Posteriormente en 1999 la situación volvió a empeorar dado el inicio de la segunda guerra civil de Liberia. Tras la salida de Taylor, y la elección como presidenta de Ellen Johnson-Sirleaf, se logró cierto grado de estabilidad que ayudó a mejorar un poco la paupérrima situación económica en la que se veía afectado el país. 
En marzo de 2010, Robert L. Johnson, fundador de BET, inauguró en Paynesville, Monrovia, el primer hotel construido en Liberia en 20 años.
En el año 2014, el país se enfrentó a una nueva crisis, esta vez en el contexto de la epidemia de ébola, la cual significó más de 4800 muertos, mermando nuevamente la economía.
Actualmente, bajo el gobierno de George Weah, se trata de implementar políticas macro y microeconómicas para restaurar las infraestructuras, lo que ha incluido la búsqueda de apoyo por parte de la inversión extranjera.

## Sectores de la economía

### Ayuda externa
Liberia ha dependido en gran medida de grandes cantidades de ayuda extranjera, en particular de los Estados Unidos, Suecia, Gran Bretaña, Francia, Italia, Alemania, la República Popular China y Rumania. Pero debido a los problemas vinculados a la falta de respeto por los derechos humanos, la asistencia extranjera a Liberia ha disminuido drásticamente.
Para la década del 2010, la República de China (Taiwán) y Libia eran los mayores donantes de ayuda financiera directa al Gobierno de Liberia. Cantidades significativas de ayuda continúan llegando de países occidentales a través de agencias de ayuda internacional y organizaciones no gubernamentales, evitando la ayuda directa al gobierno.

### Comunicaciones
Las comunicaciones en Liberia son la prensa, la radio, la televisión, los teléfonos fijos y móviles, e Internet. Hay seis periódicos importantes en Liberia y el 45% de la población tiene un servicio de telefonía móvil[cita requerida]. Además, las estaciones de radio en Liberia son abundantes en la medida en que hay más de 70 estaciones de radio en todo el país (Liberia). En cuanto al condado de Montserrado, existen alrededor de 30 estaciones de radio.
A pesar de que lucha con las limitaciones económicas y políticas, el entorno mediático de Liberia se está expandiendo. El número de periódicos y estaciones de radio registrados (muchos de ellos estaciones comunitarias) va en aumento a pesar del potencial de mercado limitado.

### Energía
Los servicios formales de electricidad son proporcionados únicamente por la Corporación de Electricidad de Liberia, de propiedad estatal, que opera una pequeña red casi exclusivamente en el distrito de Greater Monrovia. La gran mayoría de los servicios de energía eléctrica son proporcionados por pequeños generadores de propiedad privada. Para principios del 2010, con un valor de $ 0,54 por kWh, la tarifa de electricidad en Liberia se encuentra entre las más altas del mundo. La capacidad instalada total en 2013 fue de 20 MW, una fuerte caída desde un máximo de 191 MW en 1989. Solo para el 2018 se logró la finalización de la reparación y expansión de la planta hidroeléctrica Mount Coffee, logrando una capacidad máxima de 80 MW.